# 숭신전
숭신전(崇信殿)은 대한민국 경상북도 경주시에 있는 건축물이다. 1992년 7월 18일 경상북도의 문화재자료 제255호로 지정되었다.

## 개요
광무 2년(1898년)에 군수 권상문이 신라 제4대 임금인 탈해왕의 제사를 모시기 위해 세웠다. 1906년부터는 신라의 3성 시조 임금(박, 석, 김)을 같이 모셨고 이때부터 ‘숭신전’이라고 불렀다.
처음 지을 때 월성 안에 있던 것을 1980년 월성 안의 민가 철거와 함께 지금 있는 자리로 옮겼으며 봄·가을과 춘분·추분에 걸쳐 제사를 지내고 있다.
신라 3대 왕의 성 가운데 최초의 석씨 왕인 탈해왕(57∼80년)에 대해서는 아래와 같은 전설이 전한다. 왜국 동북쪽 멀리 떨어져 있는 타파나국 왕비가 잉태한지 7년만에 커다란 알 하나를 낳았다. 그런데 알이 상서롭지 못하다 하여 궤짝에 넣어 바다로 띄어 보냈고 이 궤짝이 신라 땅에 가서 닿았다. 한 노인이 궤를 발견하고 열어보니 어린아이가 있어 데려다 키웠는데, 건질 때 까치들이 울며 따라 왔으므로 까치 ‘작(鵲)’자에서 ‘조(鳥)’자를 떼어내고 ‘석(昔)’으로 성을 삼았다. 이름은 궤를 풀고 나와 탈해라 지었다고 한다.
숭신전은 본전 3칸·전사청 2칸·상의재 4칸으로 되어 있고, 지붕은 옆면에서 볼 때 여덟 팔(八)자 모양을 한 팔작지붕이다.

## 참고 자료
- 숭신전 - 국가유산청 국가유산포털